# 帕繃喀仁波切

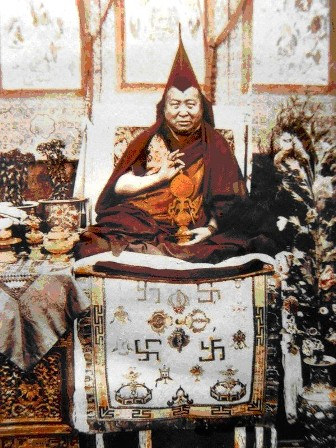
帕繃喀仁波切

帕繃喀（藏語：ཕ་བོང་ཁ་，威利转写：Pha-bong-kha，或译“柏绷喀”，、1878年—1941年）仁波切，名為瓊巴·丹增·純列·嘉措（Jampa Tenzin Trinlay Gyatso），近代藏传佛教格魯派的著名上師，其本人自認是察柯·阿旺扎巴的轉世，其弟子傳說他是大威德金剛的化身和章嘉呼圖克圖的转世。他的弟子林仁波切與赤絳仁波切後來都成為第十四世達賴喇嘛的上師。

## 生平
相傳瓊巴·丹增幼年时可以忆记其前生；他常常爱与其他小孩玩抬轿的游戏，并向人说他的前生有一顶汉地皇帝御赐的黄缎轿（这是指章嘉呼圖克圖之轿）。瓊巴·丹增的父母把他带至第一世萨巴仁波切（Gyalrong Sharpa Rinpoche）前，询问萨巴仁波切的意见。萨巴仁波切，指出他是章嘉国师的转世化身，命他入色拉寺嘉绒僧堂出家。1881年，業西丹畢嘉蘇被認證為章嘉呼圖克圖的轉世，瓊巴·丹增只被認證為帕繃喀寺方丈之转世。
在西藏寺院传统中，僧堂长老必须照顾其徒的生活所需，而长期照顾一位转世者则更需钜额的金钱。由于瓊巴·丹增家境并不富裕，僧堂中的其他长老不敢收这位转世者为徒，只有一位住色拉寺嘉绒僧堂的大藏寺老僧肯承担此任，瓊巴·丹增便就此入了色拉寺，与寺中来自大藏寺的学僧共同生活。由于这种关系，瓊巴·丹增虽从未到过大藏寺，但也被视为大藏寺僧人。
帕繃喀仁波切在色拉寺取得格西資格。
帕繃喀仁波切是二十世纪弘法事业最广大的高僧之一，其弟子包括很多转世高僧、方丈、贵族、藏族要人乃至汉地将军等，其著作《道之三主要释义》、《普善德根本释义》、《独勇怖畏金刚仪轨导修讲授》、《那洛空行母仪轨导修讲授》及《菩提道次第讲授｜掌中解脱论》等现今皆被译为多国文字及广为研究。
帕繃喀仁波切有四大弟子，即达札仁波切、第六世林仁波切圖登·隆朵·納傑·欽列（Thupten Lungtok Namgyal Thinley，1903年11月6日－1983年）、第三世赤絳仁波切洛桑益西·丹增嘉措及康萨仁波切，其中达札仁波切、林仁波切及赤絳仁波切分别担任第十四世達賴喇嘛的剃度师、正教授师及副教授师。康萨仁波的弟子中有一位汉僧法号“能海”，后来把格鲁派教法带到汉地，摄受了无数僧俗弟子，建立了很多道场，甚至在今天，在成都、北京、上海、浙江、山西五台山等地仍有很多他的再传弟子。帕繃喀仁波切的一位汉僧弟子法尊法师，则把宗喀巴之钜著《菩提道次第广论》译成汉文，亦对格鲁教法在汉地广弘有极大贡献。此外，帕繃喀仁波切之另一位徒弟昂旺方丈又曾遵其命于康定大弘佛法，对汉地格鲁派之弘扬影响至今不衰。现今在世界各地弘法的格鲁派法师，传承无不直接或隔代源自帕繃喀仁波切。